# Scogli Scrapelli
Gli scogli Scrapelli (in croato hridi Škrpelji) sono un gruppo di piccoli scogli della Dalmazia settentrionale nella regione zaratina, in Croazia. In vecchie mappe risultano anche come scoglio Scherpegli. Si trovano nella parte meridionale del canale della Morlacca (mare Adriatico) a sud-est di Seline (comune di Ortopula).

## Geografia
Gli scogli Scrapelli sono situati circa 1,2 km a est di punta Ballarini (rt Pisak) vicini dalla costa dalmata.
Sulla costa opposta, a sud-ovest, si trova Castel Venier e la secca Plitchi (plićak Štanga) situata 900 m a nord-ovest di Castel Venier e circa 3 km a ovest degli scogli Scrapelli.

### Cartografia
- (HR) Mappa topografica della Croazia 1:25000, su preglednik.arkod.hr. URL consultato il 1º giugno 2017.
- Carta di cabottaggio del mare Adriatico, foglio VII, Milano, Istituto geografico militare, 1822-1824. URL consultato il 1º giugno 2017 (archiviato dall'url originale il 13 aprile 2013).